# イサベリア山脈
イサベリア山脈（イサベリアさんみゃく、スペイン語: Cordillera Isabelia）は、中央アメリカのニカラグア北部にある山脈である。北側にヒノテガ県、南側に北アトランティコ自治地域とマタガルパ県との県境となっている。最高峰はモゴトン山で2,107 m、その他にピウ山（Cerro Piu：1,800 m）などの山がある。この辺りの中心都市は、マタガルパ県の県都マタガルパ市である。